# Hengqiao (sockenhuvudort i Kina)
Hengqiao är en sockenhuvudort i Kina. Den ligger i provinsen Shanxi, i den norra delen av landet, omkring 280 kilometer sydväst om provinshuvudstaden Taiyuan. Antalet invånare är 40 154. Befolkningen består av 19 476 kvinnor och 20 678 män. Barn under 15 år utgör 18,0 %, vuxna 15-64 år 72 %, och äldre över 65 år 8,0 %.
Runt Hengqiao är det tätbefolkat, med 319 invånare per kvadratkilometer. Närmaste större samhälle är Nanjie, 18,4 km söder om Hengqiao. Trakten runt Hengqiao består till största delen av jordbruksmark.
Genomsnittlig årsnederbörd är 635 millimeter. Den regnigaste månaden är juli, med i genomsnitt 164 mm nederbörd, och den torraste är december, med 3 mm nederbörd.